# Terry Balsamo
Terry Balsamo (Jacksonville, 8 ottobre 1972) è un chitarrista statunitense.

## Biografia
Iniziò la sua carriera nel 1994, nei Limp Bizkit. Se ne andò nel 1997, quando registrarono il loro esordio Three Dollar Bill, Yall$.
Alla fine del 1999 entrò a far parte dei Cold, per gli album 13 Ways to Bleed on Stage (2000) ed Year of the Spider (2003). Nel 2003 suonò da turnista per gli Evanescence al Nintendo Fusion Tour, al posto di Ben Moody. Da allora fa ufficialmente parte del gruppo.
Nel novembre del 2005 ebbe un problema ad un'arteria del collo, che lo costrinse in ospedale per un certo periodo di tempo. Si trattava di un coagulo al collo causato durante un concerto, mentre scuoteva la testa sul palco.
Ha lavorato soprattutto nei brani dell'album live Anywhere but Home (2004) e su The Open Door (2006). Ha scritto con Amy Lee molte tra le nuove canzoni degli Evanescence, tra cui Call Me When You're Sober.
Nel settembre 2008 viene annunciata la sua partecipazione a un progetto assieme a Sam Rivers, bassista dei Limp Bizkit.
Benché venisse annunciato dai più come il nuovo chitarrista ufficiale, la notizia non verrà né mai confermata né mai smentita dagli stessi Limp Bizkit, per via del ritorno nella band di Wes Borland.
Nel 2009 torna nella band che gli diede fama, cioè i Cold di Scooter Ward.
Nel 2011 Terry Balsamo torna con gli Evanescence e con il loro omonimo terzo album. Ora è uno dei chitarristi più importanti all'interno della band.
Nell'Agosto 2015 lascia gli Evanescence per far posto alla nuova chitarrista Jen Majura (ex Equilibrium).

## Collaborazioni
- Limp Bizkit - chitarra (1994)
- Shaft - chitarra (1996–1999)
- Cold - chitarra (1999-2003, 2009-2011)
- Evanescence - chitarra (2003-2015)

## Discografia

### Con i Cold
- 2000 - 13 Ways to Bleed on Stage
- 2003 - Year of the Spider

### Con gli Evanescence
- 2004 - Anywhere but Home
- 2006 - The Open Door
- 2011 - Evanescence